# Изопериметрическое отношение
Изопериметрическое отношение для простой замкнутой кривой на евклидовой плоскости равно отношению L2/A, где L — длина кривой, а A — площадь охватываемой ею части поверхности. Изопериметрическое отношение безразмерная величина и не изменяется при преобразованиях подобия.
Как следует из решения изопериметрической задачи, значение изопериметрического отношения минимально для окружности и равно 4π. Для любой другой кривой изопериметрическое отношение имеет большее значение. Следовательно, изопериметрическое отношение можно использовать как показатель того, насколько кривая «отличается» от окружности.
Укорачивающий поток уменьшает изопериметрическое отношение любой гладкой выпуклой кривой таким образом, что если кривая в пределе становится точкой, то изопериметрическое отношение стремится к 4π.
Для геометрических тел произвольной размерности d можно определить изопериметрическое отношение как Bd/Vd − 1, где B равно площади поверхности тела (то есть мере его границы), V равно объёму тела (то есть мере внутренней области). Другими связанными по смыслу величинами являются константа Чигера для риманова многообразия и константа Чигера для графов.